# Steuerabwehr
Steuerabwehr (oder Steuerwiderstand) ist in der Finanzwissenschaft und in der Steuerlehre ein Verhalten der Steuersubjekte, sich einer ihnen  auferlegten Steuerart wirksam ganz oder teilweise zu entziehen.  

## Allgemeines
In der Finanzwissenschaft und in der Betriebswirtschaftlichen Steuerlehre wird unter Besteuerung jeder zwangsweise Entzug von Geld durch den Staat verstanden, für den keine spezielle staatliche Gegenleistung erfolgt. Der zwangsweise Entzug von liquiden Mitteln wird rational handelnde Wirtschaftssubjekte (Privathaushalte, Unternehmen) dazu veranlassen, die liquiditäts- und einkommensmindernde Auswirkung der Besteuerung möglichst gering zu halten oder zu vermeiden. Die auf eine Verringerung oder Vermeidung abzielenden Maßnahmen werden in der Fachliteratur als Steuerabwehr bezeichnet.
Die Steuerpflicht wirkt auf sämtliche Wirtschaftssubjekte kontraktiv, weil ihnen in Höhe der Steuerzahlung weniger Einkommen bzw. Gewinn zur Verfügung steht und sie deshalb weniger Konsum bzw. Investitionen vornehmen können (Zwangssparen). Zudem erhalten sie keine besondere Gegenleistung, und die Verwendung der Steuereinnahmen durch Staat und Politik weckt nicht selten Unmut. Für Steuerpflichtige gibt es also genügend rationale und irrationale Gründe, sich der Besteuerung zu entziehen.

## Arten
Die Steuerabwehr besteht aus folgenden Arten:
| legale Arten                                                    | illegale Arten                                  |
| --------------------------------------------------------------- | ----------------------------------------------- |
| Steuereinholung Steuerüberwälzung Steuervermeidung Steuerflucht | Steuerhinterziehung Steuerumgehung Steuerflucht |

Steuerflucht kann sowohl legal als auch illegal sein.

### Steuereinholung
Um Steuereinholung handelt es sich, wenn ein Steuerpflichtiger die Steuerlast durch eine höhere Leistung (Steigerung der Umsatzerlöse, Arbeitsintensität, Arbeitsproduktivität oder Kostensenkung, Rationalisierung) wieder ausgleicht. Er strebt an, einen Ausgleich (Einholung) „des Verlustes aus der Steuerzahlung“ zu erzielen. Eine echte Steuereinholung setzt voraus, dass der neue Gewinn nach Steuern {\displaystyle NG_{n}} dem alten Gewinn vor Steuern {\displaystyle AG_{v}} entspricht:
{\displaystyle NG_{n}=AG_{v}},
was eine Kostensenkung oder Steigerung der Produktivität voraussetzt.
Privathaushalte können versuchen, die Steuerlast durch Mehrarbeit zu kompensieren (die aber unter Umständen zur Steuerprogression führen kann).

### Steuerüberwälzung
Eine Steuerüberwälzung liegt vor, wenn die Steuerlast vom Steuerschuldner auf den Steuerdestinatar oder Steuerträger übertragen wird. Indirekte Steuern sind vom Gesetz darauf angelegt, dass der rechtlich Zahlungspflichtige die Steuer wirtschaftlich nicht tragen, sondern sie in der Preiskalkulation berücksichtigen soll und damit die Steuerlast wirtschaftlich auf den Verbraucher abwälzt. Dazu gehören die Umsatzsteuer und alle Verbrauchsteuern. Die Rechtsprechung versteht die Überwälzbarkeit als Wesensmerkmal aller Verbrauchsteuern. Doch auch bei direkten Steuern kann eine Überwälzung gelingen, wenn eine vollkommen unelastische Nachfrageelastizität (die Güternachfrage ist vom Marktpreis unabhängig) vorhanden ist.

### Steuervermeidung
Steuervermeidung (oder Steuerausweichung) sind alle Maßnahmen eines Steuerschuldners, eine ihn treffende Steuererhöhung durch sachliche, zeitliche oder räumliche Anpassung oder Unterlassung zu vermeiden. Steuerausweichung besteht darin, dass Wirtschaftssubjekte Maßnahmen ergreifen, um durch legale Vertragsgestaltung oder Entscheidungen eine günstigere oder keine Steuerlast zu erreichen.
- Unternehmen passen ihre Produkte der Steuerbemessungsgrundlage an: Getränkehersteller produzieren Biermischgetränke als Substitutionsgut für Bier mit höherer Alkoholsteuer, wählen eine andere Rechtsform oder einen anderen Standort (unterschiedlicher Gewerbesteuerhebesatz der Gemeinden; Steueroasen in Niedrigsteuerländern).
- Privathaushalte vermeiden Steuerlasten durch ihr Konsumverhalten (Kauf von Kraftfahrzeugen mit geringerem Hubraum wegen der Kraftfahrzeugsteuer) oder bei (hohen) Verbrauchsteuern und verlagern ihren Konsum auf preiswertere Substitutionsgüter (Dieselkraftstoff/Benziner, Kaffee/Kaffeeersatz, Zigarette/E-Zigarette).

Bei der sachlichen Steuerausweichung werden Steuerobjekte durch nicht besteuerte Wirtschaftsobjekte ersetzt (Bier durch alkoholfreies Bier) oder hoch- durch niedrig besteuerte substituiert (Benzin durch Diesel). Zeitlich wird ausgewichen, wenn bei Ankündigung einer Steuererhöhung vorher Hamsterkäufe getätigt werden. Zur räumlichen Steuerausweichung kommt es, wenn unterschiedliche Steuersätze gelten (Steuerwettbewerb) und die günstigeren gewählt werden (Steueroasen).

### Steuerumgehung
Steuerumgehung ist der Missbrauch von Formen und Gestaltungsmöglichkeiten des Steuerrechts zur Umgehung oder Minderung öffentlicher Abgaben. Der Steuerpflichtige darf im Rahmen der Vertragsfreiheit und des Gestaltungsspielraums die rechtlich für ihn günstigste Form wählen. Enthält im Einzelfall das anzuwendende Steuergesetz eine Regelung, welche auf die Verhinderung einer Steuerumgehung abzielt, und erfüllt der Sachverhalt diesen Tatbestand, so richtet sich die Rechtsfolge nach dieser Norm (§ 42 Abs. 1 Satz 2 AO). Ein Missbrauch liegt nach § 42 Abs. 2 AO vor, wenn eine unangemessene rechtliche Vertragsgestaltung gewählt wird, die beim Steuerpflichtigen oder einem Dritten im Vergleich zu einer angemessenen Gestaltung zu einem gesetzlich nicht vorgesehenen Steuervorteil führt. Dies gilt nicht, wenn der Steuerpflichtige für die gewählte Gestaltung außersteuerliche Gründe nachweist, die nach dem Gesamtbild der Verhältnisse beachtlich sind. Nur in Grenzfällen kann eine Steuerumgehung als Steuerhinterziehung strafbar sein oder als Ordnungswidrigkeit mit Geldbuße geahndet werden.

### Steuerflucht
Steuerflucht nutzt die internationalen Steuergefälle (Hochsteuerland, Niedrigsteuerland) und die daraus resultierenden Steueroasen aus, um durch Verlagerung von Geschäftssitz, Wohnsitz oder Aufenthaltsort in andere Staaten die Steuerlast zu senken. Steuerflucht setzt Arbeitsmobilität und/oder Kapitalmobilität voraus und ist oft mit einer Kapitalflucht verbunden. Sie ist illegal und als Steuerhinterziehung strafbar, wenn beispielsweise ein Steuerpflichtiger mit Wohnsitz in Deutschland eine Kapitalanlage im Ausland tätigt und den erzielten Kapitalertrag und den Vermögenswert dem Finanzamt verschweigt. Dadurch verletzt er das Wohnsitzlandprinzip.

### Steuerhinterziehung
Die Steuerhinterziehung ist ein Straftatbestand des § 370 AO, in der Schweiz nach Art. 175 DBG und in Österreich nach Art. 1 § 33 FinStrG. Der Tatbestand ist bereits erfüllt, wenn der Wohnsitz nur scheinbar aufgegeben wird wie im Fall des Boris Becker. Er hatte gegen die „183-Tage-Regel“ verstoßen, wonach er sich weniger als 183 Tage in Deutschland aufhalten muss, um nach § 9 AO einen gewöhnlichen Aufenthalt im Ausland nachweisen zu können.

## Wirtschaftliche Aspekte
Bereits 1728 ging Jonathan Swift davon aus, dass zu hohe Zölle die inländische Güternachfrage beeinträchtigen würden. Danach führe eine Verdopplung der Zölle auf Wein und Seide zu Mindereinnahmen, weil sich die Nachfrager die Waren nicht mehr leisten könnten. David Hume wies 1752 darauf hin, dass zusätzliche Steuern zumindest bei den Ärmeren zu gesteigertem Arbeitseinsatz (Steuereinholung) führten, damit sie wie zuvor leben könnten. Adam Smith gelangte im März 1776 zu dem Ergebnis, dass hohe Abgaben den Verbrauch der besteuerten Waren mindern und „den Schmuggel mitunter ermutigen“.
Den Zusammenhang zwischen der Steuerlast und den Ausweichreaktionen der Steuerpflichtigen stellt die 1978 veröffentlichte Laffer-Kurve her. Danach führen höhere Steuersätze nicht nur zu höheren Steuerlasten, sondern sie verändern das Steueraufkommen. Die Ausweichreaktionen beschränken sich dabei nicht allein auf weniger Güternachfrage und weniger Arbeitsangebot, sie fördern die Steuerflucht ins Ausland oder in die Schattenwirtschaft. So können Lohnsteuern durch Schwarzarbeit umgangen werden, Tabaksteuern durch den Konsum von Schmuggelwaren oder Unternehmensbesteuerung durch die Verlagerung des Geschäftssitzes ins Ausland. Die Laffer-Kurve geht davon aus, dass die Steuereinnahmen mit steigendem Steuersatz zuerst ansteigen und hinter dem Scheitelpunkt – wegen Steuerabwehr – wieder abflachen. Am (empirisch unbekannten) höchsten Punkt besitzt die Laffer-Kurve ein Maximum, das aus staatlicher Sicht ein anzustrebendes Einnahmemaximum anzeigt.
Wo der optimale Steuersatz liegt, kann nicht bestimmt werden; sicher ist nur, dass es bei einem Steuersatz von 0 % und 100 % keine Steuereinnahmen gibt.
Ausgangspunkt der Steuerwirkungslehre ist der Jean-Baptiste Colbert (Finanzminister unter Ludwig XIV.) nachgesagte Aphorismus: „Die Kunst der Besteuerung besteht ganz einfach darin, die Gans so zu rupfen, dass man möglichst viel Federn bei möglichst wenig Geschrei erhält“. Die Steuereinnahmen können demnach solange gesteigert werden, bis Unmut in der Bevölkerung aufkommt. Die Steuerwirkungslehre untersucht Günter Wöhe zufolge die Wirkungen der Besteuerung auf die Unternehmensdaten. Ein Entscheidungsträger muss nur dann keine Ausweichhandlungen im Sinne der Steuerabwehr planen, wenn sich das Steuerrecht entscheidungsneutral verhalten würde, was weltweit nicht der Fall ist.  
Für die Ausprägung des Steuerwiderstands sind sowohl die Steuermentalität als auch die Steuermoral im jeweiligen Staat sowie das subjektive Belastungsgefühl des Einzelnen ausschlaggebend. Gerade in Steuerstaaten, die ihre Aufgaben vor allem über Steuern finanzieren, spielen mögliche Steuerwiderstände bei der Gestaltung des Steuersystems eine wichtige Rolle.